# Bitomus pamboloides
Bitomus pamboloides är en stekelart som först beskrevs av Vladimir Ivanovich Tobias 1986.  Bitomus pamboloides ingår i släktet Bitomus och familjen bracksteklar. Inga underarter finns listade.